# Захарово (Грязовецкий район)
Захарово — деревня в Грязовецком районе Вологодской области.
Входит в состав Юровского муниципального образования, с точки зрения административно-территориального деления — в Минькинский сельсовет.
Расстояние до районного центра Грязовца по автодороге — 45,5 км, до центра муниципального образования Юрово по прямой — 9 км. Ближайшие населённые пункты — Куксимово, Погорелка, Покровское.
По переписи 2002 года население — 11 человек.